# 트레이스 애드킨스
트레이스 애드킨스(Trace Adkins, 1962년 1월 13일 ~ )은 미국의 컨트리 가수이다.